# Cucullia implicata
Cucullia implicata är en fjärilsart som beskrevs av Ronkay 1987. Cucullia implicata ingår i släktet Cucullia och familjen nattflyn. Inga underarter finns listade i Catalogue of Life.